# سول كاليبر ليجيندز
سول كاليبر ليجيندز (ソウルキャリバー レジェンズ Sōrukyaribā Rejenzu)، هي لعبة أكشن-مغامرات، صدرت عام 2007 حصرياً لأجهزة وي، اللعبة من تطوير ونشر بانداي نامكو القابضة.

## روابط خارجية
- الموقع الرسمي
 باللغة اليابانية